# Фонтеавињоне (Л'Аквила)
Фонтеавињоне (итал. Fonteavignone) је насеље у Италији у округу Л'Аквила, региону Абруцо.
Према процени из 2011. у насељу је живело 67 становника. Насеље се налази на надморској висини од 1216 м.